# Grand Miramichi
Grand-Miramichi est un district rural du Nouveau-Brunswick, situé dans le territoire de la commission de services régionaux du Grand-Miramichi. La municipalité a été constituée le 1er janvier 2023, à partir des districts de services locaux (DSL) de Black River-Hardwicke, de la paroisse de Chatham, Lower Newcastle-Russelville et de la paroisse de Glenelg, ainsi que des portions des DSL de la paroisse de Blackville, de la paroisse de Blissfield, de la paroisse d'Hardwicke, de la paroisse de Nelson, de la paroisse de Newcastle, de la paroisse de Northesk, de la paroisse de Southesk et de St. Margarets.

## Géographie
Le territoire est situé en deux parties, l'une regroupant les zones non constituées en municipalités du nord du comté de Northumberland, l'autre au sud. La section au nord est limitrophe des districts ruraux de Restigouche et Chaleur au nord, d'Alnwick à l'est, de Miramichi, Miramichi River Valley, les réserves indiennes de Big Hole Tract 8 (moitié nord), Big Hole Tract 8 (moitié sud) et Red Bank 7, Doaktown et Upper Miramichi au sud et, finalement, des districts ruraux de la Région-de-la-capitale et de la Vallée-de-l'Ouest à l'ouest.
La deuxième section est limitrophe d'Upper Miramichi à l'ouest, de Doaktown, Miramichi River Valley, Miramichi et Alnwick au nord, du détroit de Northumberland à l'est, de Nouvelle-Arcadie et des districts ruraux de Kent et de la Région-de-la-capitale au sud.